# César Ortiz Zorro
César Augusto Ortiz Zorro (Yopal, 22 de junio de 1982) es un político colombiano, actual Gobernador del Departamento de Casanare.

## Biografía
De origen campesino, nació en Yopal, capital de Casanare, en junio de 1982. Estudió Contaduría Pública, graduándose en 2010.
Afiliado al Partido Verde, en las elecciones regionales de 2015 fue elegido Concejal de Yopal con 1.578 votos. Renunció al concejo para presentar su candidatura a la Cámara de Representantes de Colombia, resultando elegido en las elecciones legislativas de 2018 con 21.670 votos para el mandato 2018-2022. En la Cámara fue miembro de la Comisión V, de agricultura y ecología; también fue miembro del Parlamento Andino en representación de Colombia.
Para las elecciones regionales de 2023 se presentó como candidato a la Gobernación de Casanare con el aval del Partido Verde, y con el apoyo del Partido Cambio Radical, Nuevo Liberalismo, la Alianza Social Independiente y En Marcha. Resultó elegido para el cargo con 127,216 votos, equivalentes al 56,39% del total, logrando superar a Marisela Duarte, esposa del senador Josué Alirio Barrera, el cual gobernó directa e indirectamente el departamento por 8 años.